# Linus Hoffmann
Linus Hoffmann (* 5. Dezember 2002) ist ein deutscher Basketballspieler.

## Werdegang
Hoffmann wuchs im Hamburger Stadtteil Billstedt auf. Er spielte als Heranwachsender Handball beim TV Gut Heil Billstedt und ab 2012 beim Bramfelder SV Basketball. 2016 ging er in die Nachwuchsabteilung der Hamburg Towers und erhielt des Weiteren die Möglichkeit, beim SC Rist Wedel im Erwachsenenbereich Spielerfahrung zu erlangen.
Im Dezember 2017 wurde Hoffmann vom damaligen Wedeler Trainer Félix Bañobre im Alter von 15 Jahren erstmals in der 2. Bundesliga ProB eingesetzt. Zu Beginn der Saison 2022/23 wurde er zudem erstmals zum Mannschaftskapitän ernannt.
Im Januar 2020 nahm Hoffmann als Gastspieler des FC Bayern München am Nachwuchsturnier der Euroleague teil und erreichte den dritten Platz. 2021 erlangte er an der Hamburger Eliteschule des Sports die Hochschulreife mit der Note 1,0 und nahm hernach in Lübeck ein Medizinstudium auf.
Ende Februar 2023 beförderten die Hamburg Towers den Flügelspieler in ihr Bundesligaaufgebot. Sein erstes Bundesligaspiel für die Hamburger bestritt Hoffmann Ende März 2023 unter Trainer Benka Barloschky gegen Frankfurt. In der Saison 2023/24 stand Hoffmann erneut im Kader der Hamburger und kam im Laufe der Saison auf sieben Bundesligaeinsätze.

## Nationalmannschaft
Im Sommer 2017 gewann Hoffmann mit der deutschen U15-Nationalmannschaft den Nordseecup in Vejen (Dänemark). Im Sommer 2018 wurde er von Bundestrainer Patrick Femerling in die deutsche U16-Nationalmannschaft berufen und nahm an der U16-Europameisterschaft in Novi Sad (Serbien) teil. 2019 bewarb er sich bei einem Nominierungslehrgang für einen Platz in der U18-Nationalmannschaft.